# 夢中情緣
《夢中情緣》，是一部由Idol Factory制作，改編自Chaoplanoy同名小說的泰国爱情剧，于2024年5月8日起每周三晚上10时45分在泰国第3电视台播出。

## 剧情简介
主角Dawan經常夢見一名不認識的女孩，兩人在夢中交談玩在一起，兩人卻並不知道對方的長相。直到有一天，現實生活中的Dawan家旁邊搬進了新鄰居，而新鄰居的女兒Khimhan，竟然就是Dawan在夢中玩耍的對象！隨著時間過去，Dawan漸漸發現對Khimhan的感覺不太一樣，但卻不知道這個感覺是在夢裡還是現實……

## 演员阵容

### 主要人物
- 甘雅帕·納·那空（Fay）飾演 Dahwan
- 雅達·瓦查拉沐希（May）飾演 Kimhan

### 其他人物
- 欧塔娜·普萨（Looknam）飾演 Mali

Dahwan的朋友
- 莎洛琪妮·佩坦派 飾演 Mon

Dahwan的朋友
- Neilinyah（Pear）飾演Pam

Kimhan 的朋友
- Rawintera（Ploy）飾演Dokrok

Kimhan的朋友
- 普羅帕查·薩尼特翁 飾演 Jessis

Dahwan的競爭對手
- 葩薇妲·某日吉（Silvy）飾演 Toon

Dahwan的經紀人
- 敏緹塔·瓦塔納固（英语：Mintita Wattanakul）（Mint）飾演 Minnie

Dahwan的演技老師
- Kratae R-Siam（Kratae）飾演 Ae

Kimhan的母亲
- 坦亞他納·旺薩瓦帕帕 飾演 Ple

Dahwan的母亲
- 阿索沃瑞·皮尼甘渣納潘（Heng）飾演 Mawin

Khimhan的未婚夫兼工作夥伴
- 帕辛·魯昂烏 飾演 Tim

Khimhan的父亲
- เชื้อชาติ วงศ์ สวัสดิ์ 飾演 Pongpol

Dahwan的父亲